# Productions J
 (janvier 2021).
Si vous disposez d'ouvrages ou d'articles de référence ou si vous connaissez des sites web de qualité traitant du thème abordé ici, merci de compléter l'article en donnant les références utiles à sa vérifiabilité et en les liant à la section « Notes et références ».
 (avril 2024).
L'article doit être relu — et modifié si nécessaire — par des contributeurs indépendants pour apporter un regard critique aux contributions effectuées en violation des conditions d'utilisation de Wikipédia, tant sur la forme (notamment concernant le style encyclopédique, la proportionnalité) que sur le fond (la neutralité de point de vue, la qualité et l'indépendance des sources).
 (avril 2024).
Productions J est une maison de production fondée par Julie Snyder en 1997.

## Émissions
- Le Poing J (1997-2000)
- Maman Dion (1997-1998) (plus tard produit par le Groupe TVA)
- Vendredi, c'est Julie (2000)
- Du lundi au vendredi, c'est Julie (2000)
- Le monde est Plamondon (2001)
- Réal-IT capsules (2001-2004)
- Réal-TV (2001-2004)
- Je regarde, moi non plus (2001-2003)
- Dans ma caméra (2001-2007)
- Star Académie (2003-2012)
- Le brunch de Maman Dion (2002-2004)
- Occupation double (2003-2004, puis 2006-2013)
- Demandes spéciales (2003-2006)
- Paroles et liberté (2007)
- La Série Montréal-Québec (2010, 2012)
- Le Québec, une histoire de famille - coproduction avec Productions Bazzo Bazzo (2012-aujourd'hui)
- Jeudi 16 heures et Le 16 heures (2013-aujourd'hui)
- Accès illimité (2013-aujourd'hui)
- La Voix
- L'Été indien - coproduction avec Carson Prod (2014)
- Vol 920 (2014-2015)

## Productions
- Céline Dion - DVD Live In Las Vegas : A New Day...
- Céline Dion - DVD Taking Chances World Tour
- Céline Dion - DVD Through the Eyes of the World
- Céline Dion - Three Boys and a New Show pour Oprah Winfrey Network
- Céline Dion - DVD Céline sur les Plaines
- Star Académie 2003 - DVD Le spectacle/Les meilleurs moments des galas/Les inédits de l'Académie
- Star Académie 2005 - DVD La tournée Star Académie en spectacle au Centre Bell
- Gregory Charles - DVD Noir et Blanc
- Marie-Mai Live au Centre Bell : Traverser le Miroir
- Marie-Mai - DVD Tournée Inoxydable
- Annie Villeneuve - DVD Quand je ferme les yeux acoustique
- Marie-Élaine Thibert - DVD Un jour Noël

## Albums
Productions J assure la production des albums de nombreux artistes depuis 2009 : tous les albums de Star Académie, de La Voix, de Maxime Landry et de William Deslauriers, en plus des premiers opus de Yoan, Valérie Carpentier, de Jean-Marc Couture, de Olivier Dion, de Andréanne A. Malette, de François Lachance, et le quatrième disque de Wilfred LeBouthillier. La maison de disques s'occupe également des albums de Marc Dupré et de la distribution au Québec des albums de Grégoire, ainsi que de Génération Goldman - Volume 1, Joe Dassin en duo avec Hélène Ségara - Et si tu n'existais pas et de La Compagnie créole.

### 2009
- Vox Pop - Maxime Landry (certifié disque double platine)

### 2010
- La Série Montréal-Québec
- Un pied à terre - William Deslauriers (certifié disque d'or)
- Entre deux mondes - Marc Dupré (album de Productions J, sous licence des Disques Dama)

### 2011
- L'avenir entre nous - Maxime Landry (certifié disque d'or)

### 2012
- Grégoire (album de Productions J, sous licence de My Major Company)
- Star Académie 2012 (certifié disque double platine)
- Histoires de filles et de garçons - Sophie Vaillancourt
- Star Académie Noël (certifié disque platine)
- Génération Goldman - artistes variés (album de Productions J, sous licence de My Major Company)

### 2013
- Nous sommes les mêmes - Marc Dupré (certifié disque d'or - album de Productions J, sous licence des Disques Dama)
- Aux quatre coins de ma tête - William Deslauriers
- Si tel est ton désir - Jean-Marc Couture
- EP La Voix
- Je poursuis ma route - Wilfred LeBouthillier
- Noël Blanc - Maxime Landry (certifié disque d'or)
- J'suis là - François Lachance
- L'été des orages - Valérie Carpentier (certifié disque d'or)
- Et si tu n'existais pas - Joe Dassin en duo avec Hélène Ségara (album de Productions J, sous licence de S.M.A.R.T.-Sony)

### 2014
- Andréanne A. Malette - Bohèmes
- Olivier Dion - Éponyme
- La Voix II (certifié disque d'or)
- 3e Rue Sud - Maxime Landry
- Ils chantent elles - Tocadéo
- Là dans ma tête - Marc Dupré (album de Productions J, sous licence des Disques Dama)

### 2015
- Au bal masqué du monde - La Compagnie créole (album de Productions J, sous licence de Eupoca et Note A Bene)
- Yoan - Éponyme (certifié disque platine)
- La Voix III

## Gérance
Productions J a eu un bon nombre d'artistes sous son aile de 2004 à 2017. Ces artistes furent principalement signés après leur participation aux productions télévisuelles de Productions J (ex: Star Académie, La Voix).  Dans le cadre de sa restructuration en 2018-2019, Productions J a progressivement fermé son département de gérance.

## Spectacles
Productions J produit de nombreux spectacles à grand déploiement au Québec. Toutefois, dans le cadre de sa restructuration en 2018-2019, Productions J délaisse progressivement son département de production spectacles. Productions J produit actuellement la Tournée québécoise du conférencier Mario Cyr.

### Liste de productions
- Tournée inoxydable, Marie-Mai
- Véronic DiCaire au centre Bell
- Tournée dangereuse attraction de Marie-Mai
- Gad Elmaleh (spectacles au Québec)
- Tournée version 3.0 de Marie-Mai
- Tournée recommencer tout à zéro, William Deslauriers
- TournéeStar Académie
- Johnny Hallyday (spectacles au Québec)
- Véronique Sanson (spectacles au Québec)
- 2012 revue et corrigée
- Tournée Star Académie Noël
- Tournée aux quatre coins de ma tête de William Deslauriers
- Tournée si tel est ton désir | Jean-Marc Couture
- Patrick Bruel (spectacles au Québec)
- Michel Sardou (spectacles au Québec)
- Tournée j’suis là de François Lachance
- Tournée l’été des orages de Valérie Carpentier
- Tournée miroir de Marie-Mai
- Tournée d'Olivier Dion
- Tournéebohèmes | Andréanne A. Malette
- 2014 dans le tordeur
- One Manu Show, Emmanuel Bilodeau

Source : juliesnyder.ca

## Récompenses
En plus des nombreuses distinctions reçues par les artistes en gérance de Productions J, l'entreprise de production a reçu plusieurs prix pour ses émissions de télévision.

### ADISQ
- La Voix : Émission de télévision de l'année - musique (2013, 2014)
- Céline sur les Plaines : DVD de l'année (2009)

### Gémeaux
- Occupation Double : Meilleure téléréalité (2004)
- Le monde est Plamondon : Meilleur documentaire - Portrait et biographie (2001)
- La dernière de Céline : Meilleur spécial de variétés (2000)
- Un an avec Céline : Meilleur variété (1999)
- Céline Let's Talk About Love...avec Julie : Meilleur spécial de variétés et Meilleure réalisation/Spécial ou série de variétés - Jean Lamoureux (1998)
- Le Poing J : Meilleure animation/Spécial ou série de variétés - Julie Snyder (1998)